# Cauê Cecilio da Silva
Cauê Cecilio da Silva (sinh ngày 24 tháng 5 năm 1989), thường được biết với tên Cauê Cecilio, là một cầu thủ bóng đá người Brasil hiện tại thi đấu cho Omiya Ardija, ở vị trí tiền vệ trung tâm.

## Sự nghiệp
Vào tháng 6 năm 2014, Cauê ký bản hợp đồng 2 năm với đội bóng tại Giải bóng đá ngoại hạng Azerbaijan Neftchi Baku.
Vào tháng 1 năm 2017, Cauê ghi bàn trong chung kết 'Taça da Liga' giúp Moreirense có được danh hiệu lớn đầu tiên tại Bồ Đào Nha.
Hiện tại Caue thi đấu cho đội bóng Nhật Bản Omiya Ardija với bản hợp đồng thời hạn 2 mùa giải 

## Thống kê sự nghiệp

### Câu lạc bộ
Tính đến trận đấu diễn ra ngày 2 tháng 12 năm 2017
| Câu lạc bộ          | Mùa giải            | Giải vô địch                             | Giải vô địch | Giải vô địch | Cúp Quốc gia | Cúp Quốc gia | Cúp Liên đoàn | Cúp Liên đoàn | Châu lục | Châu lục  | Khác    | Khác      | Tổng    | Tổng      |
| Câu lạc bộ          | Mùa giải            | Hạng đấu                                 | Số trận      | Bàn thắng    | Số trận      | Bàn thắng    | Số trận       | Bàn thắng     | Số trận  | Bàn thắng | Số trận | Bàn thắng | Số trận | Bàn thắng |
| ------------------- | ------------------- | ---------------------------------------- | ------------ | ------------ | ------------ | ------------ | ------------- | ------------- | -------- | --------- | ------- | --------- | ------- | --------- |
| Olhanense           | 2011–12             | Giải bóng đá vô địch quốc gia Bồ Đào Nha | 29           | 4            | 3            | 1            | 2             | 0             | –        | –         | –       | –         | 34      | 5         |
| Vaslui              | 2012–13             | Liga I                                   | 30           | 1            | 0            | 0            | -             | -             | 2        | 0         | -       | -         | 32      | 1         |
| Vaslui              | 2013–14             | Liga I                                   | 18           | 2            | 2            | 0            | -             | -             | 2        | 0         | -       | -         | 22      | 2         |
| Vaslui              | Tổng                | Tổng                                     | 48           | 3            | 2            | 0            | -             | -             | 4        | 0         | -       | -         | 54      | 3         |
| Neftchi Baku        | 2014–15             | Giải bóng đá ngoại hạng Azerbaijan       | 25           | 1            | 4            | 0            | -             | -             | 6        | 0         | -       | -         | 35      | 1         |
| Neftchi Baku        | 2015–16             | Giải bóng đá ngoại hạng Azerbaijan       | 18           | 0            | 1            | 1            | -             | -             | 1        | 0         | -       | -         | 20      | 1         |
| Neftchi Baku        | Tổng                | Tổng                                     | 43           | 1            | 5            | 1            | -             | -             | 7        | 0         | -       | -         | 55      | 2         |
| Hapoel Tel Aviv     | 2015–16             | Giải bóng đá ngoại hạng Israel           | 7            | 0            | 0            | 0            | 0             | 0             | –        | –         | –       | –         | 7       | 0         |
| Moreirense          | 2016–17             | Giải bóng đá vô địch quốc gia Bồ Đào Nha | 33           | 2            | 0            | 0            | 4             | 2             | –        | –         | –       | –         | 37      | 4         |
| Omiya Ardija        | 2017                | J1 League                                | 14           | 1            | 0            | 0            | 0             | 0             | -        | -         | -       | -         | 0       | 0         |
| Omiya Ardija        | 2018                | J2 League                                | 0            | 0            | 0            | 0            | -             | -             | -        | -         | -       | -         | 0       | 0         |
| Omiya Ardija        | Tổng                | Tổng                                     | 14           | 1            | 0            | 0            | 0             | 0             | -        | -         | -       | -         | 14      | 1         |
| Tổng cộng sự nghiệp | Tổng cộng sự nghiệp | Tổng cộng sự nghiệp                      | 174          | 11           | 10           | 1            | 6             | 2             | 11       | 0         | -       | -         | 201     | 14        |

## Danh hiệu
Moreirense
- Taça da Liga: 2016–17